# Oribatella
Oribatella är ett släkte av kvalster som beskrevs av Banks 1895. Oribatella ingår i familjen Oribatellidae.

## Dottertaxa tillOribatella, i alfabetisk ordning[1][2]
- Oribatella alami
- Oribatella angulosa
- Oribatella anomola
- Oribatella arabia
- Oribatella arctica
- Oribatella asiatica
- Oribatella aviculus
- Oribatella barbata
- Oribatella berlesei
- Oribatella berninii
- Oribatella blocki
- Oribatella brevicornuta
- Oribatella brevicuspidata
- Oribatella brevicuspidis
- Oribatella brevilamellata
- Oribatella brevipila
- Oribatella bromeliarum
- Oribatella bulanovae
- Oribatella byzovae
- Oribatella calcarata
- Oribatella capucinus
- Oribatella cespitum
- Oribatella colchica
- Oribatella crassipilosa
- Oribatella dechambrieri
- Oribatella dentaticuspis
- Oribatella dudichi
- Oribatella eutricha
- Oribatella exilicornis
- Oribatella extensa
- Oribatella foliata
- Oribatella gigantea
- Oribatella gomerae
- Oribatella helenae
- Oribatella heterodentata
- Oribatella hungarica
- Oribatella ichnusae
- Oribatella illuminata
- Oribatella incisa
- Oribatella incurvata
- Oribatella inflexa
- Oribatella jucunda
- Oribatella kashmiriensis
- Oribatella krivolutskyi
- Oribatella kunsti
- Oribatella kurchevi
- Oribatella linjiangensis
- Oribatella longispina
- Oribatella luisae
- Oribatella madagascarensis
- Oribatella mahani
- Oribatella malaya
- Oribatella mediocris
- Oribatella microfoveolata
- Oribatella minuta
- Oribatella molodovi
- Oribatella monospicus
- Oribatella neonominata
- Oribatella nigra
- Oribatella nugarica
- Oribatella orientalis
- Oribatella ornata
- Oribatella palustris
- Oribatella parvula
- Oribatella phyllophora
- Oribatella plummeri
- Oribatella prolongata
- Oribatella puertomonttensis
- Oribatella pulchra
- Oribatella punctata
- Oribatella punctulata
- Oribatella pusilla
- Oribatella quadricornuta
- Oribatella quadridentata
- Oribatella quadrispinata
- Oribatella reducta
- Oribatella reticulata
- Oribatella reticuloides
- Oribatella rossicus
- Oribatella rugosula
- Oribatella sardoa
- Oribatella sculpturata
- Oribatella serrata
- Oribatella serrula
- Oribatella sexdentata
- Oribatella shaldybinae
- Oribatella similis
- Oribatella strinatii
- Oribatella superbula
- Oribatella szaboi
- Oribatella szunyoghyi
- Oribatella tenerifensis
- Oribatella tenuis
- Oribatella triangulata
- Oribatella trichoptera
- Oribatella tridactyla
- Oribatella tyrrhenica
- Oribatella undulata
- Oribatella unispinata
- Oribatella vicinus
- Oribatella willmanni